# Заповедное (Калининградская область)
Заповедное — посёлок в Славском районе Калининградской области. Входит в состав Тимирязевского сельского поселения.

## География
Посёлок Заповедное расположен на левом берегу реки Матросовки, где от реки левым рукавом отделяется Немонинский канал (прохода для судов нет из-за дамбы 100-метровой ширины). Расстояние от районного центра, города Славска — 17 км по прямой к западу.

## История
Населённый пункт относится к исторической области древней Пруссии Скаловия.
Первое упоминание о населённом пункте под названием Гросс Крыжанен датируется 1570 годом.
В 1888 году Гросс Крыжанен был одним из самых посещаемых торговых центров в округе. Здесь имелась своя почта, судебное помещение, паровая лесопилка. В 1891 году в Гросс Крижанене была освящена кирха (ныне в руинах). 
В 1923 году Гросс Крыжанен был переименован в Зекенбург. В 1944 году население Зекенбурга составило 1400 человек.
21 января 1945 года Зекенбург был взят воинами 70-й стрелковой Верхнеднепровской ордена Суворова дивизии. В 1946 году переименован в посёлок Заповедное.

## Население
| 2002 | 2010 |
| ---- | ---- |
| 750  | ↗796 |